# مجموعه خرمشاه
مجموعه خرمشاه مربوط به سدهٔ ۹ ه.ق - دوره قاجار است و در یزد، محله خرمشاه واقع شده و این اثر در تاریخ ۱۲ مهر ۱۳۷۷ با شمارهٔ ثبت ۲۱۳۱ به‌عنوان یکی از آثار ملی ایران به ثبت رسیده است.